# Ялтенска конференция
Ялтенската конференция е конференция, включваща трите основни държави от Антихитлеристката коалиция по време на Втората световна война – САЩ, Великобритания и СССР. Провежда се от 4 до 11 февруари 1945 г., като заседанията се водят в двореца Ливадия, близо до Ялта (на Кримския полуостров). В конференцията участват държавните ръководители на страните по това време: президентът на САЩ Франклин Делано Рузвелт, премиерът на Великобритания Уинстън Чърчил и председателят на Съвета на народните комисари на СССР Йосиф Сталин. Освен тях присъстващи са и министрите на външните работи, както и висши военни от трите страни.
Основната цел на конференцията е да бъде дискутиран въпросът за възстановяването и преустройството на държавите в пометената от войната Европа. В рамките на няколко години, с последвалото разделяне на континента вследствие от Студената война, Ялта се разглежда като събитие със спорни резултати.
Ялта е втората от три военновременни конференции между „тримата големи“ (Чърчил, Рузвелт и Сталин). Предхожда я Техеранската конференция през 1943 г., а след нея се провежда Потсдамската конференция през юли 1945 г., на която присъстват Хари Труман (на мястото на починалия Рузвелт), Сталин и Чърчил, който по средата на конференцията е заместен от новоизбрания министър-председател на Великобритания Клемент Атли.

## Конференцията
И тримата лидери по това време опитват да наложат своето виждане за управлението на следвоенна Германия. Отношението на Чърчил спрямо Съветския съюз се различава сериозно от това на Рузвелт, като британският премиер вярва, че Сталин е подобен на „дявол“ тиранин, ръководещ една зла система. През 1942 г. посланикът на САЩ в СССР Уилям Крисчън Булит-младши изказва тезата за „спускането на Червената амеба към вътрешността на Европа“, визирайки Съветския съюз. Рузвелт отговаря на Булит-младши с изказване, обобщаващо позицията му за военновременните отношения със Сталин:
| „                            | Просто имам предчувствието, че Сталин не е такъв човек... и си мисля, че ако му дам всичко, което мога, и не искам нищо в замяна, noblesse oblige, той няма да се опита да анексира нищо и ще работи с мен за един демократичен и мирен свят. | “ |
| Франклин Д. Рузвелт, 1943 г. | |   |

На Източния фронт фронтовата линия в края на декември 1943 г. все още е в територията на Съветския съюз, но до август 1944 г. това се променя и съветските войски вече са в Полша и в части на Румъния, продължавайки похода си на запад. По време на конференцията силите на маршала на Червената армия Георгий Жуков са на 65 км. от Берлин. Заради това на конференцията Сталин се чувства в силна позиция да диктува условията. Както коментира членът на щатската делегация и бъдещ държавен секретар Джеймс Ф. Бърнс: „Въпросът бе не какво ние (Западът) ще позволим на руснаците да направят, а какво можем да накараме руснаците да направят“. Освен това Рузвелт разчита на желанието на Сталин да се включи в ООН.
Самият Сталин, наблягайки на това че докторите му не му позволяват дълги пътувания, отказва предложението на Рузвелт срещата да се състои някъде в Средиземноморието. Вместо това той предлага среща в черноморския курорт Ялта на Кримския полуостров. Всеки от лидерите има цел за Ялтенската конференция: Рузвелт иска помощта на СССР във войната на САЩ срещу Япония, специално за нашествие в Япония; Чърчил настоява за свободни избори и демократични правителства в Източна и в Централна Европа (най-вече Полша); Сталин настоява за съветска сфера на политическо влияние в Източна и Централна Европа, което е основен аспект от стратегията за национална сигурност на СССР.
Разговори се водят по няколко основни теми: какъв да е ходът на продължаване на военните действия срещу Германия, уточняване на детайлите по подготовката на конференция, която да създаде международна организация за мир, и решаването на множество следвоенни въпроси чрез прякото участие на СССР, САЩ и Великобритания. Посоката на разговорите произлиза от увереността на тримата държавни ръководители, че войната ще бъде спечелена от тях и противникът им е на края на силите си.

### Основни точки
Основните решения от Ялтенската конференция:
- Избрана е дата (25 април 1945 г.) и място (САЩ) за провеждане на конференция по въпроса за създаване на световна организация (ООН). Поканени са както Обединените нации по състав от 8 февруари 1945 г., така и „присъединилите се нации“, обявили война на Хитлер, плюс Турция. При откриването на конференцията делегатите на САЩ ще подкрепят допускането като първоначални членове и на две социалистически републики – Украйна и Беларус. Поканите за конференцията ще бъдат от имената не само на САЩ, СССР и Великобритания, но и от името на Китай и Временното правителство на Френската република. Като база за разглеждане на устава се предлагат договорките от Дъмбартън Оукс с добавка на някои детайли, например всеки член от Съвета за сигурност да има правото на един глас и решенията да се взимат с мнозинство от седем гласа.
- Решено е петте страни (САЩ, СССР, Великобритания, Франция, Китай) с постоянни места в Съвета за сигурност до свикването на конференция на Обединените нации да се консултират помежду си по въпросите за териториалната опека.
- Решено е след капитулацията си Германия да бъде разделена на четири окупационни зони – съветска, американска, английска и френска. Френската зона ще бъде образувана отчасти от британската и американска зони и САЩ и Великобритания ще определят нейните размери след консултация с френското Временно правителство. Също така френското Временно правителство ще бъде поканено за член на Централната контролна комисия за Германия, която ще се грижи за координираната администрация на районите.
- Що се отнася до репарациите от Германия след края на войната, споразумението гласи, че тя трябва да „възстанови в натура щетите, причинени от нея на съюзните народи в хода на войната“. На първо място репарации трябва да получат страните, които са изнесли главната тежест на войната, понесли са най-големи загуби и са организирали победата над врага. Репарациите трябва да бъдат взети под формата на: първо, еднократни изземвания в срок от 2 години след капитулацията на Германия на национално богатство, както на територията на страната, така и извън нея (съоръжения, кораби, машини, влогове в чужбина и др.), като това трябва да става най-вече с оглед да се унищожи военният потенциал на Германия; второ, годишни доставки на стоки от текущата продукция през един период; трето, използване на германски труд. Създава се междусъюзническа комисия по репарациите с членове СССР, САЩ и Великобритания. Има споразумение между СССР и САЩ Московската комисия по репарациите да вземе като база за обсъждане размер на репарациите да бъде 20 млрд. долара и 50% от тази сума да е предназначена за СССР. Според Британската делегация до разглеждане на въпроса за репарациите от комисията не може да се говори за конкретни суми.
- Въпросът за главните военнопрестъпници е оставен за доуточняване от тримата министри на външните работи.
- Съставена и подписана е Декларацията за освободена Европа.
- По въпроса за военнопленниците се стига до споразумение докато няма възможност военнопленници, освободени от една съюзна държава да бъдат върнати в другата, от която са, страната под чиято опека се намират да се грижи за тяхното осигуряване с храна и подслон.
- Що се отнася до Далечния Изток се стига до споразумение, че до три месеца след капитулацията на Германия, СССР ще влезе във войната срещу Япония при определени условия, сред които: запазване на status quo на Монголската народна република; предаване на СССР на Курилските острови и южната част на остров Сахалин и др. СССР също така изразява готовност да сключи с Националното китайско правителство пакт за дружба и съюз между СССР и Китай.
- По въпроса за Полша възникват различни мнения (заради Люблинското правителство в Полша и полското правителство в Лондон) и в крайна сметка е решено, че е необходимо да се създаде едно по-широко и демократично временно правителство, включващо поляци, намиращи се както в нея, така и в чужбина. Това правителство в най-кратки срокове трябва да назначи избори.
- Що се отнася до границите на Полша, решено е на изток границата да минава по линията „Кързън“ с отклонения от 5 до 8 км. на места в полза на Полша. Макар и неуточнено, е решено, че Полша трябва да получи известно разширение и на север, и на запад.
- Ръководителите на трите държави „препоръчват“ на маршал Тито и д-р Шубанич в Югославия незабавно да влезе в сила сключването между тях споразумение и въз основа на него да се образува временно единно правителство.

На конференцията са обсъдени няколко плана за разделяне на Германия:
- План за разделяне на Уинстън Чърчил: Северно-германска държава, Южно-германска държава (включваща днешните Австрия и Унгария) и Западно-германска държава.
- План за разделяне на Франклин Рузвелт: Хановер, Прусия, Саксония, Бавария, Хесен, международна зона и администрирана от съюзниците Австрия.
- Планът Моргентау: Северно-германска държава, Южно-германска държава, международна зона, териториални загуби за Германия (Саар да премине към Франция, Горна Силезия към Полша, Източна Прусия да бъде поделена между Полша и СССР).

В крайна сметка Германия се разделя на Съюзнически окупационни зони: британска, френска; американска; съветска зона, превърнала се по-късно в ГДР; плюс някои анексирани територии.

### Демократични избори
„Тримата големи“ се договорят, че във всички освободени европейски страни и доскорошни сателити на Оста трябва да се проведат свободни избори и редът да бъде възстановен. За тази цел те обещават да спомогнат за възстановяването на окупираните страни чрез процеси, които ще им позволят да „създадат демократични институции по техен избор. Това е принцип от Атлантическата харта – правото на всички хора да избират формата на правителството, което ги управлява“. Декларацията по този въпрос обаче не описва механизмите за това как да бъдат приложени заложените в нея принципи на действие. Според споразумението подписалите го трябва да се „консултират помежду си за мерките, необходими за споделяне на взаимните отговорности описани в тази декларация“. По време на ялтенските дискусии, външният министър на СССР Вячеслав Молотов прокарва формулировка, която отслабва възможността за принудително прилагане на описаното в декларацията.
Що се отнася до Полша, протоколът от Ялта посочва, че временното правителство трябва във възможно най-кратък срок да проведе свободни и честни избори, основани на широко избирателно право и таен вот.
Финалното споразумение по въпроса за Полша гласи, че временното правителство, което функционира по това време в Полша, трябва да бъде реорганизирано на по-широка демократична основа, включвайки демократични лидери от Полша и от средите на поляците в чужбина.

## Последствия

### Полша и Източният блок
Въпреки подозренията към Сталин, дори Чърчил вярвал, че заради сериозните обещания на Сталин и признатата вина към Полша, Сталин може да спази думата си що се отнася до Полша. Чърчил отбелязва „Бедният Невил Чембърлейн вярваше, че може да вярва на Хитлер. Оказа се, че греши. Аз обаче не мисля, че греша относно Сталин“.
По това време над 200 хиляди войници на полските въоръжени сили в Запада са под командването на висшето командване на Британската армия. Много от тези мъже и жени са от региона Креси в Източна Полша. Те са били депортирани от родното си място от руския ГУЛАГ, когато Хитлер и Сталин окупират Полша през 1939 г. в съответствие с Нацистко-съветския пакт. Две години след това, когато Чърчил и Сталин формират съюз срещу Хитлер, ГУЛАГ освобождава поляците от Креси от сибирските затвори. Те формират т.нар. Армия на Андерс и поемат към Персия, където създават Втори полски корпус (под британско командване). Тези полски войски спомагат за съюзническите победи над германците в Северна Африка и Италия. Тяхна надежда е след края на войната да се завърнат по домовете си в Креси, в една независима и демократична Полша, но в Ялта Рузвелт и Чърчил признават исканията на Сталин да анексира територията, която според Нацистко-съветския пакт той и Хитлер са се договорили да бъде под контрола на Съветския съюз, включително и Креси. Вследствие на това двамата се съгласяват, че десетки хиляди души, ветерани от полските войски под британско командване, ще загубят домовете си в Креси. В отговор на това решение, 30 офицери и войници от Втори полски корпус се самоубиват.
Чърчил защитава действията си в Ялта на тридневен парламентарен дебат относно армията, започнал на 27 февруари 1945 г., който приключва с вот на доверие. По време на дебата, множество депутати открито критикуват Чърчил, страстно защитават лоялността си към полските съюзници на Великобритания и изразяват резервите си спрямо решенията от Ялта. Нещо повече – 25 от тези депутати рискуват кариерите си, подготвяйки поправка срещу мълчаливото британско примирение със съветската доминация в Полша. След провала на начинанието им, барон Хенри Щраус, член на парламента от Норич, подава оставка като протест срещу британското отношение към Полша.
След края на Втората световна война, в Полша е установено комунистическо правителство. Повечето поляци са разочаровани от техните доскорошни съюзници. Множество полски войници отказват да се завърнат в Полша заради съветските репресии над полски граждани между 1939 – 1946 г. и провелите се екзекуции на прозападно ориентирани поляци, в частност бившите членове на АК (Армия Крайова). Резултатът от това е Законът за полско преселване от 1947 г., първият масов имиграционен закон във Великобритания, който предлага британско гражданство на повече от 200 хиляди полски войници.
Западните сили скоро осъзнават, че Сталин няма да спази обещанията си за свободни избори в Полша. След като след Ялта Чърчил получава значително количество критики в Лондон относно зверствата, извършени в Полша от съветски войски, британският премиер пише отчаяно писмо на Рузвелт относно цялата ситуация с депортирането и ликвидирането на опозиционно настроени поляци, извършвани от съветските сили. Рузвелт обаче запазва своята увереност в Сталин. На 1 март Рузвелт убеждава Конгреса, че се е върнал от Ялта с убеждението, че е дадено началото на пътя към един мирен свят. На 21 март американският посланик в СССР Авърел Хариман информира Рузвелт, че трябва да осъзнаят, че „съветската програма е основана на тоталитаризма, погазването на личностната свобода и демокрацията, каквато я познаваме“. Два дни по-късно Рузвелт признава, че мнението му за Сталин е било прекалено оптимистично и че „Aвърел е прав“.
Четири дни по-късно, на 27 март съветското НКВД арестува 16 полски опозиционни лидери, които са били поканени за участие в преговорите за съставяне на временно правителство. Арестите са подготвени от НКВД – арестантите са изпратени в Москва, където по-късно са изправени пред публичен съд и осъдени на изгнание. След тази случка, Чърчил влиза в спор с Рузвелт за това, че е било очевидно, че тактиките на Москва са били да забави провеждането на свободни избори, докато Люблинското правителство наложи властта си. Подправените избори в Полша, провели се на 16 януари 1947 г., водят до официалната трансформация на Полша в комунистическа държава през 1949 г.
След конференцията в Ялта, в Москва, когато съветският външен министър Вячеслав Молотов изказва притесненията си, че Ялтенското споразумение може да възпрепятства изпълнението на плановете на Сталин, самият Сталин отвръща „Няма значение. Ще го направим по нашия начин по-късно“. Съветският съюз вече е анексирал няколко окупирани страни, превръщайки ги в (или присъединявайки ги към) съветски социалистически републики. Други държави в Източна Европа се превръщат в контролирани от СССР сателитни държави.

### Потсдам и атомната бомба
Потсдамската конференция се провежда от юли до август 1945 г. и включва участието на Клемент Атли, който е заменил Чърчил като министър-председател на Великобритания. В Потсдам представителите на СССР отричат твърденията, че се месят във вътрешните работи на Румъния, България и Унгария. Резултати от конференцията:
1. Подписана е Декларацията от Потсдам, относно капитулацията на Япония.
2. Подписано е Потсдамското споразумение, относно съветската анексия на бившата полска територия източно от линията Кързън и клаузи, които да бъдат разгледани при евентуален последен договор, слагащ край на Втората световна война – за анекса на части от Германия – източно от линията Одер – Ниш към Полша и Северна Източна Прусия към Съветския съюз.

Четири месеца след смъртта на Рузвелт президентът Хари Труман нарежда атомна бомбардировка над Хирошима на 6 август, 88 дни след като Съветският съюз се е съгласил да се включи във войната в Пасифика в рамките на 90 дни.